# Josef Halfen
Josef Halfen, född 28 april 1922 i Österrike, död 19 oktober 1984 i Malmö, var en svensk regissör och skådespelare. 

## Biografi
Halfen kom som flykting från Österrike under andra världskriget och slog sig ner i Göteborg. Han anställdes ganska snart vid Göteborgs stadsteater där han verkade som både skådespelare och regissör. 
Han regisserade sammanlagt sex pjäser vid Fästningsspelen i Varberg, från Shakespeares Så tuktas en argbigga 1948 till Holbergs Jeppe på berget 1957, ensemblerna till största delen bestående av sommarlediga (friställda) skådespelare från Göteborgs stadsteater. 
Josef Halfen blev även en tongivande operett- och musikalregissör vid Stora Teatern och visade tidigt intresse att regissera för TV.

## Teater

### Regi (ej komplett)
| År          | Produktion | Upphovsmän                                                              | Teater                                |
| ----------- | --- | ----------------------------------------------------------------------- | ------------------------------------- |
| 1948        | Så tuktas en argbigga The Taming of the Shrew                                                                             | William Shakespeare                                                     | Fästningsspelen i Varberg             |
| 1949        | Det gamla spelet om Envar Elckerlijc                                                                                      |                                                                         | Fästningsspelen i Varberg             |
| 1949        | Sagan | Hjalmar Bergman                                                         | Göteborgs stadsteater, 8 oktober 1949 |
| 1950        | Så tuktas en argbigga | William Shakespeare                                                     | Göteborgs stadsteater, 1 januari 1950 |
| 1951        | Lysistrate | Aristofanes                                                             | Göteborgs stadsteater, 1 januari 1951 |
| 1951        | Boccaccio | Franz von Suppé                                                         | Stora Teatern                         |
| 1953        | En skojares dagbok На всякого мудреца довольно простоты, Na vsjakogo mudreca dovol'no prostoty                            | Aleksandr Ostrovskij                                                    | Göteborgs stadsteater, 28 mars 1953   |
| 1953        | Den jäktade | Ludvig Holberg                                                          | Göteborgs stadsteater, 1 maj 1953     |
| 1954        | Perichole | Jacques Offenbach                                                       | Stora Teatern                         |
| 1957        | Köpmannen i Venedig | William Shakespeare                                                     | Uppsala stadsteater, 15 mars 1957     |
| 1957        | En skojares dagbok На всякого мудреца довольно простоты, Na vsjakogo mudreca dovol’no prostoty                            | Aleksandr Ostrovskij Översättning Astrid Bæcklund och Herbert Grevenius | Lilla Teatern                         |
| 1958        | Jeppe på berget Jeppe paa Bierget                                                                                         | Ludvig Holberg Översättning Ebbe Linde                                  | Lilla Teatern                         |
| 1962        | Onkel Vanja Дядя Ваня | Anton Tjechov                                                           | Malmö stadsteater, 2 mars 1962        |
| 1962        | Tåget kan backa Who'll Save the Plowboy                                                                                   | Frank D. Gilroy Översättning Arne Häggqvist                             | Malmö stadsteater                     |
| 1962        | Dans under stjärnorna | Jean Anouilh                                                            | Malmö stadsteater                     |
| 1964        | Svart måndag Black Monday                                                                                                 | Reginald Rose Översättning Birgitta Hammar                              | Malmö stadsteater, 21 februari 1963   |
| 1964        | Körsbärsträdgården Visjniovyj sad                                                                                         | Anton Tjechov Översättning Astrid Baecklund och Herbert Grevenius       | Malmö stadsteater, 29 maj 1964        |
| 1964        | Kvinnan ska inte brännas The Lady's Not For Burning                                                                       | Christopher Fry Översättning Britt G. Hallqvist                         | Malmö stadsteater                     |
| 1965        | Kvartetten som sprängdes                                                                                                  | Birger Sjöberg                                                          | Malmö stadsteater                     |
| 1965        | Lyckliga draken Le Drame du Fukuryu-Maru                                                                                  | Gabriel Cousin Översättning Mikaela Leckius och Ingemar Leckius         | Malmö stadsteater, 29 oktober 1965    |
| 1966        | Muntra fruarna i Windsor                                                                                                  | William Shakespeare                                                     | Malmö stadsteater, 13 maj 1966        |
| 1966        | Det blåser i sassafrasträdet eller Rödskinn och råskinn och Det lilla praktskjutet Du vent dans les branches de sassafras | René de Obaldia Översättning Göran O. Eriksson                          | Malmö stadsteater                     |
| 1967        | Natthärbärget На дне | Maksim Gorkij Översättning Jura Tamkin                                  | Malmö stadsteater                     |
| 1968        | Tre systrar Tre sestri | Anton Tjechov Översättning Astrid Baecklund och Herbert Grevenius       | Malmö stadsteater                     |
| 1969        | Slottet | Ivan Klíma                                                              | Malmö stadsteater                     |
| 1970        | Guden Kurt | Alberto Moravia                                                         | Malmö stadsteater                     |
| 1972        | Måsen | Anton Tjechov                                                           | Malmö stadsteater                     |
| 1974        | Sommarnattens leende | Stephen Sondheim och Hugh Wheeler                                       | Malmö stadsteater                     |
| 1975        | Emigranten från Brisbane L'Emigré de Brisbane                                                                             | Georges Schehadé Översättning Mikaela Leckius och Ingemar Leckius       | Malmö stadsteater                     |
| 1976        | Ingen mans land | Harold Pinter                                                           | Malmö stadsteater                     |
| 1976        | Vilken fantastisk bordell! Ce formidable bordel!                                                                          | Eugène Ionesco Översättning Mikaela Leckius och Ingemar Leckius         | Malmö stadsteater                     |
| 1978 - 1982 | Arnljot | Wilhelm Peterson-Berger                                                 | Arnljotspelen                         |
| 1979        | Stor-Klas och Lill-Klas                                                                                                   | Gustaf af Geijerstam                                                    | Malmö stadsteater                     |
| 1979        | Kärleksbrev på blått papper                                                                                               | Arnold Wesker                                                           | Malmö stadsteater                     |
| 1982        | Amadeus | Peter Shaffer Översättning Göran O. Eriksson                            | Malmö stadsteater                     |
| 1983        | Oväder | August Strindberg                                                       | Malmö stadsteater                     |

### Roller (ej komplett)
| År   | Roll         | Produktion                 | Regi | Teater                            |
| ---- | ------------ | -------------------------- | ---- | --------------------------------- |
| 1953 | En barberare | Den jäktade Ludvig Holberg |      | Göteborgs stadsteater, 1 maj 1953 |